# Przytulanka (Podlaquia)
Przytulanka [pronunciación en polaco: /pʂɨtuˈlaŋka/] es un pueblo en el distrito administrativo de Gmina Mońki, dentro del Distrito de Mońki, Voivodato de Podlaquia, en el noreste de Polonia. Se encuentra aproximadamente 4 kilómetros al sudeste de Mońki y 37 kilómetros al noroeste de la capital regional, Białystok.
El pueblo tiene una población de 380 habitantes.